# Consistentie (logica)
Consistent betekent in de logica: innerlijk samenhangend en niet tegenstrijdig, inconsistent is daarvan het antoniem en betekent: tegenstrijdig en niet innerlijk samenhangend.
Kurt Gödel heeft met zijn onvolledigheidsstelling bewezen dat geen enkel formeel systeem de wiskunde zowel consistent als volledig kan beschrijven.